# Kunsteisstadion Schönheide
Das Kunsteisstadion Schönheide ist eine Eissporthalle im Ortsteil Neuheide der Gemeinde Schönheide im sächsischen Erzgebirgskreis. Die Eishalle mit Spitznamen Wolfsbau entstand durch sukzessive Erweiterungen einer ursprünglichen Kunsteisfläche im Freien.

## Geschichte

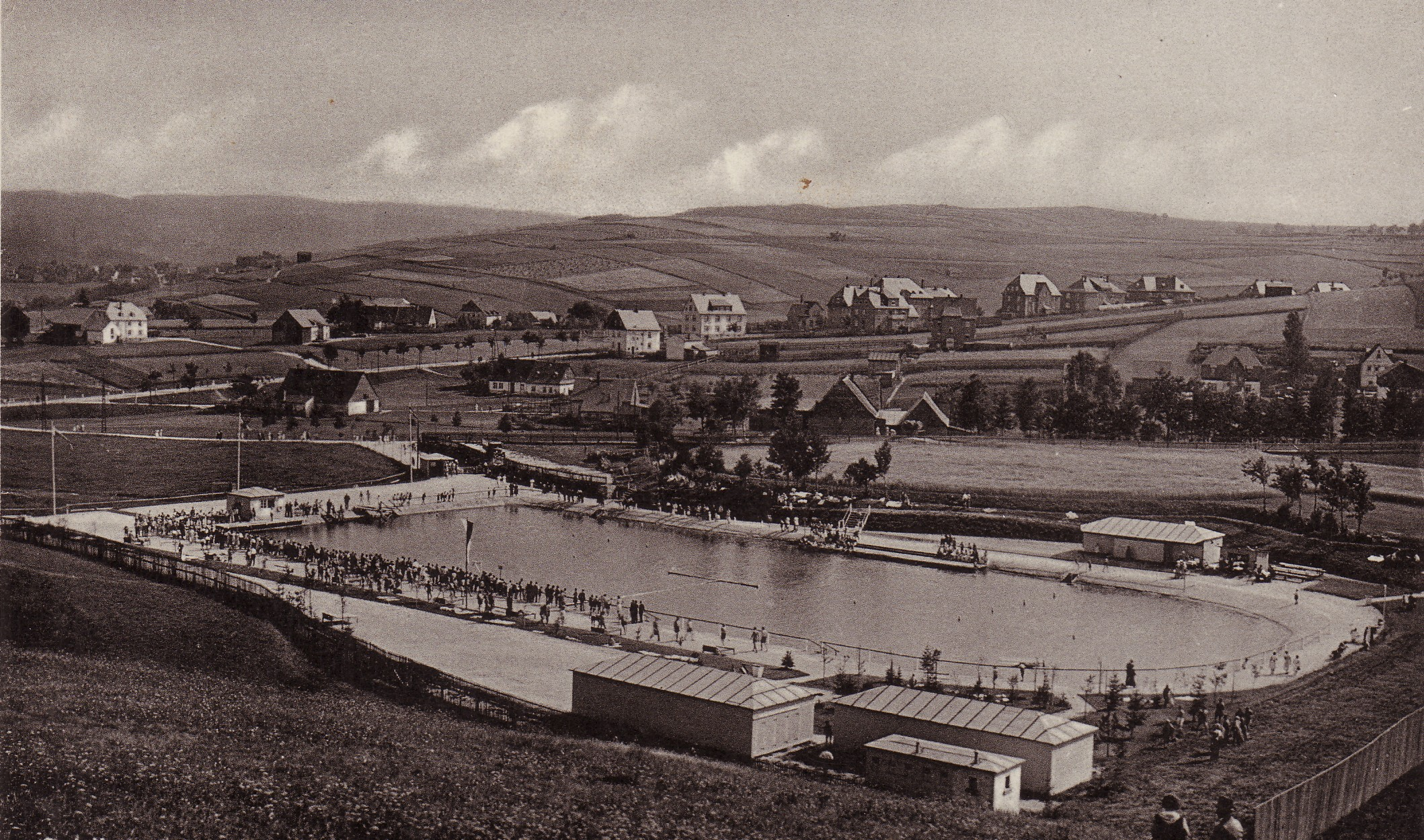
Freibad in den 1930er Jahren

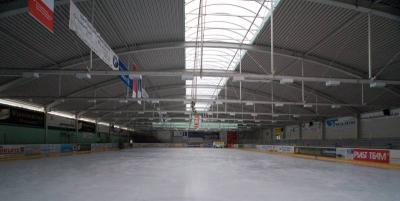
Innenansicht (2010)

Am Standort wurde 1936 ein Freibad eröffnet, dessen Wasserfläche in seinen Abmaßen für Eishockeyspiele geeignet war. Im Winter 1939/40 wurde erstmals eine Natureisbahn eingerichtet, auf der am 31. Dezember 1939 das erste Spiel zwischen Schönheide und dem SC Astoria Berlin ausgetragen wurde. Die Spielfläche wurde anfänglich von einer 1 Meter hohen Bretterplanke umgeben.
Im Sommer nach wie vor als Freibad genutzt, wurden im Jahr 1951 eine Flutlichtanlage mit 16.000 Watt Gesamtleistung installiert und feste Tribünen errichtet. Bei Eishockeyspielen wurde eine seinerzeit regelkonforme Bande aufgebaut.
Auch nach der politischen Wende in der DDR spielte man vorerst weiterhin auf Natureis. Mitte der 1990er Jahre beschloss die Gemeindeverwaltung unter Ausnutzung von finanziellen Fördermitteln die Schließung des Freibades und den anschließenden Bau einer Freiluft-Kunsteisfläche an gleicher Stelle. Die erste Saison auf der neuen Anlage wurde 1996/1997 gespielt. Im Jahr 1999 wurde eine Überdachung der Fläche realisiert. Aufgrund einer gerichtlichen Auseinandersetzung mit einer Nachbarsfamilie über Lärm wurde im Jahr 2000 eine teilweise Einhausung realisiert. Bis 2004 wurden die Seiten vollständig geschlossen, womit faktisch eine Eishalle entstand. Ferner wurden die Tribünen erweitert und gleichzeitig erhöht, um bessere Sicht auf das Spielfeld zu schaffen. Das Zuschauerfassungsvermögen erhöhte sich von 1.100 auf 1.500, zudem wurde ein VIP-Raum eingerichtet. In bislang letzten Bauabschnitten in den Jahren 2006 und 2012 wurden ein Sanitärkomplex, der Zugang zur Eishalle sowie weitere Parkmöglichkeiten in unmittelbarer Nähe geschaffen.
Beim Hochwasser Anfang Juni 2013 überflutete der nahe verlaufende Filzbach die Halle. Das Wasser stand im Inneren etwa einen Meter hoch, wobei auch die Kühlaggregate irreparabel beschädigt wurden.

## Nutzung
Die Eisfläche wird derzeit vom Regionalliga-Team, der 1b-Mannschaft, den Nachwuchsmannschaften, diversen Hobbyteams und zum öffentlichen Eislauf genutzt. Seit dem 1. Mai 2009 ist die Gemeinde Schönheide der alleinige Betreiber des Eisstadions.

## Statistik
| Zuschauerstatistik im Eisstadion Schönheide Wolfsbau |             |                                  |                              |        |       |                          |
| Saison                                               | Heimspiele  | Zuschauer Gesamt                 | Zuschauer pro Spiel          | Rekord | Minus | Stadionauslastung        |
| 2016/17                                              | 23 (16 / 7) | 9.986 (6.754 / 3.232 Play-downs) | ⌀ 434 (422 / 462 Play-downs) | 651    | 291   | 28,9 % (28,1 % / 30,8 %) |
| 2015/16                                              | 20 (20 / –) | 10.946 (10.946 / –)              | ⌀ 547 (547 / –)              | 991    | 321   | 36,5 % (36,5 % / –)      |
| 2014/15                                              | 15 (10 / 5) | 8.079 (5.662 / 2.417 Pokal)      | ⌀ 539 (566 / 483 Pokal)      | 830    | 368   | 35,9 % (37,7 % / 32,2 %) |
| 2013/14                                              | 17 (14 / 3) | 8.785 (7.500 / 1.285 Pokal)      | ⌀ 517 (536 / 428 Pokal)      | 646    | 323   | 34,5 % (35,7 % / 28,6 %) |
| 2012/13                                              | 22 (16 / 6) | 11.010 (7.729 / 3.281 Pokal)     | ⌀ 500 (483 / 547 Pokal)      | 867    | 263   | 33,4 % (32,2 % / 36,5 %) |
| 2011/12                                              | 21 (16 / 5) | 9.947 (7.946 / 2001 Pokal)       | ⌀ 474 (497 / 400 Pokal)      | 797    | 225   | 31,6 % (33,1 % / 26,6 %) |
| 2010/11                                              | 18 (16 / 2) | 8.782 (7.985 / 797 Pokal)        | ⌀ 488 (499 / 399 Pokal)      | 711    | 348   | 32,5 % (33,2 % / 26,6 %) |
| 2009/10                                              | 16 (16 / –) | 8.697 (8.697 / –)                | ⌀ 544 (544 / –)              | 867    | 369   | 36,3 % (36,3 % / –)      |
| 2008/09                                              | 13 (12 / 1) | 8.669 (7.796 / 873 Play-Offs)    | ⌀ 667 (650 / 873 Play-Offs)  | 909    | 459   | 44,5 % (43,3 % / 58,2 %) |
| 2007/08                                              | 17 (14 / 3) | 11.770 (9008 / 2762 Play-Offs)   | ⌀ 692 (643 / 921 Play-Offs)  | 1.016  | 491   | 46,2 % (42,9 % / 61,4 %) |

Angegeben ist die Gesamtauslastung der ganzen Saison. In Klammern sind die Vor/-Doppelrunde sowie Playoffs/-downs bzw. Pokal separat aufgeführt.

## Trivia
Durch seine geografische Lage in einer Talsenke, in der sich Kaltluft stauen kann, sind Innentemperaturen von unter −20 °C in den Wintermonaten – trotz Isolierung der Lärmschutzwände – keine Seltenheit.
Als eines der wenigen in Deutschland besitzt das Spielfeld über der Hartplastikbande einen Maschendrahtzaun statt der gewöhnlich verwendeten Schutzglasscheiben. Der Zaun befindet sich hinter den Toren sowie in den Radien. An den Längsseiten sind Fangnetze installiert. Bei den Gästefans wird der Wolfsbau daher auch Maschendrahtpalast genannt.